# För kommunens bästa FKB
För kommunens bästa FKB var ett lokalt politiskt parti som var registrerat för val till kommunfullmäktige i Tingsryds kommun. Partiet var representerat i Tingsryds kommunfullmäktige under mandatperioden 1988/1991.